# Ābu
Ābu (engelska: Mount Abu) är en ort i Indien.   Den ligger i distriktet Sirohi och delstaten Rajasthan, i den västra delen av landet, 600 km sydväst om huvudstaden New Delhi. Ābu ligger 1 181 meter över havet och antalet invånare är 24 981.
Terrängen runt Ābu är bergig åt sydost, men åt nordväst är den kuperad. Ābu ligger uppe på en höjd. Runt Ābu är det ganska tätbefolkat, med 199 invånare per kvadratkilometer. Närmaste större samhälle är Ābu Road, 14,2 km sydost om Ābu. Omgivningarna runt Ābu är en mosaik av jordbruksmark och naturlig växtlighet.